# Nación Tailandesa

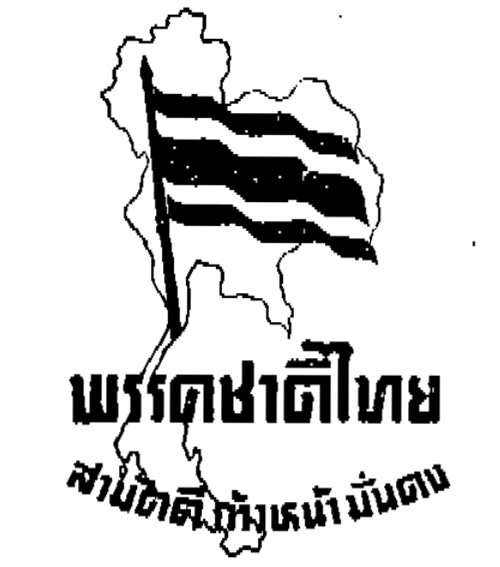
Logotipo del Partido Nacional Tailandés, 1974

Chart Thai (Nación Tailandesa, en tailandés: พรรคชาติไทย phak chaat thai) fue un partido político conservador de Tailandia.
En las elecciones generales de 2001, el Chart Thai obtuvo 41 escaños y se unió a la coalición con el partido mayoritario, Thai Rak Thai. Descendió notablemente en las elecciones de 2005 donde obtuvo únicamente 27 escaños. Más tarde se unió al boicot contra las elecciones de abril de 2006. Un miembro del partido fue elegido como integrante de la Asamblea Nacional elegida por el Consejo de Seguridad Nacional durante el gobierno interino que siguió al golpe de Estado de septiembre de 2006.
En las elecciones generales de 2007, liderado por Banharn Silpa-Archa, quedó en tercer lugar por votos populares y escaños, con 37 de un total de 480 puestos en la Cámara de Representantes, y se alió con el Partido del Poder del Pueblo para formar gobierno.
El Tribunal Constitucional de Tailandia en sentencia del 2 de diciembre, disolvió el partido por fraude en las elecciones de 2007, junto al Partido del Poder del Pueblo y al Matchimathipatai, e inhabilitó al primer ministro en ese momento, Somchai Wongsawat, que había sustituido a Samak Sundaravej durante la crisis política del país.